# Merkulajewka
Merkulajevka (russisch Меркулаевка) ist ein Dorf (possjolok) in Südrussland. Es gehört zur Republik Adygeja und hat 43 Einwohner (Stand 2019). Im Ort gibt es 3 Straßen.

## Geographie
Das Dorf liegt im Tal des Flusses Merkulajewka,9,5 km vom Dorf Dachowskaja entfernt. Merkulajewka liegt 47 km südlich von Tulski (dem Verwaltungszentrum des Bezirks) auf der Straße. Nowoprochladnoje ist der nächstgelegene ländliche Ort.